# Vladimir Šubic
Vladimir Šubic, född 23 maj 1894, död 16 november 1946, var en slovensk arkitekt mest känd för att ha ritat Nebotičnik (skyskrapa) i Ljubljana som är en av stadens mest kända byggnader. 
Skyskrapan invigdes 1933 och var byggd enligt planerna från 1930. Byggnaden översteg dåtidens föreskrivna bygghöjd med sina sjuttio meter och tretton våningar. Den var länge den högsta byggnaden i Ljubljana och var som nybyggd den nionde högsta byggnaden i Europa. I huset använde man ny ingenjörskonst som snabbare hissar, centralvärme och luftkonditionering. Den är byggd i Neoklassisk och art déco stil och för utsmyckningen stod skulptörerna France Gorše (1897-1986) och Lojze Dolinar (1893-1970). I byggnaden finns ett antal olika affärer och sjätte till och med nionde våningen är privata bostäder. Den har även fått en tillbyggd restaurang och ett observationsdäck.